# Ruhulla Akhundov
Ruhulla Akhundov (en azeri: Ruhulla Əli oğlu Axundov; né 1er janvier (13) 1897 à Chuvelyan, district de Bakou et mort 21 avril 1938) est un homme politique azeri, publiciste, Commissaire du peuple de l’Education de la SSR d’Azerbaïdjan.

## Biographie
Ruhulla Ali oglu Akhundov étudie à madrasa et apprend plusieurs langues orientales et occidentales.
Depuis 1916, il travaille dans une imprimerie. En 1917 adhère au groupe des socialistes-révolutionnaires azerbaïdjanais de « gauche ». En 1918, rédacteur en chef du journal  Izvestia du Conseil de Bakou, en 1919 - rédacteur en chef du journal azéri « Communiste ». La même année, il adhère au Parti communiste.

## Activité politique
Après l'établissement définitif du pouvoir soviétique en Azerbaïdjan, il est nommé chef du département du travail du Comité central du Parti communiste dans les villages. Plus tard il élu secrétaire du Comité du Parti de Bakou et nommé rédacteur en chef du journal "Communiste" et d'autres périodiques.
Ruhulla Akhundov est Premier secrétaire du Parti communiste d'Azerbaïdjan de 1925 à 1926. Il développe la terminologie scientifique de la langue azerbaïdjanaise. Il est l'un des ardents partisans et organisateurs du passage à l'alphabet latin. Il est le premier à traduire en azerbaïdjanais les œuvres de Karl Marx, Friedrich Engels et Lénine.
Dans la période de 1924 à 1930  directeur de la maison d'édition nationale de livres Azernechr, Commissaire du peuple à l'éducation de la RSS d'Azerbaïdjan. Il est critiqué en tant que membre du « bloc droite-gauche ». Il reconnait ses erreurs.
En 1930, il est élu secrétaire du Comité régional transcaucasien du Parti communiste des bolcheviks de toute l'Union. Délégué aux 10e-17e Congrès du Parti, 2e Congrès de l'Internationale communiste.
Au cours des dernières années de sa vie, il travaille à l'Institut d'histoire du Parti du Comité central du Parti communiste (bolcheviks) d'Azerbaïdjan et comme chef du département des arts au Conseil des commissaires du peuple de la RSS d'Azerbaïdjan.

## Activité académique
R.Akhundov participe à l'organisation et à la gestion de la branche azerbaïdjanaise de l'Académie des sciences de l'URSS.
Auteur de nombreux ouvrages sur l'histoire, l'art, la littérature, éditeur d'un dictionnaire russe-azerbaïdjanais en deux volumes (1928-29).
Dans les années 1930, il est membre du comité de rédaction de la revue Révolution et Nationalités.
Il a été critiqué par Vladimir Maïakovski dans le poème « Pompadour », dans l'épigraphe duquel le poète cite le journalPravda, n° 111/3943.

## Répression
En décembre 1936, il est démis de tous ses postes, expulsé du parti et arrêté. Le collège militaire de la Cour suprême le condamne à mort. Abattu le 21 avril 1938.
Réhabilité et réintégré dans le parti en 1959 (à titre posthume).

## Prix
- Ordre de Lénine (27/01/1936)[3]
- Ordre de l'Étoile Rouge